# Rota 6 (Paraguai)
A Rota Número 6, conhecida como Rota Sexta e cuja denominação oficial é Rota Nacional N° 6 "Dr. Juan León Mallorquín", é uma rota nacional do Paraguai que une as cidades de Encarnación com Ciudad del Este, ainda que na realidade chega apenas até a localidade de Minga Guazú, uma cidade antes de Ciudad del Este, onde é interseccionada com a Rota 7. Sua extensão total é de 247 quilômetros. Possui uma ou duas faixas por mão em diferentes zonas de seu percurso.

## Cabines de pedágio
- km 30: Pedágio Trinidad
- km 175: Pedágio Iruña

## Cidades
As cidades e povoados de más de 1.000 habitantes pelos que passa esta rota de norte a sul são:

### Departamento de Itapúa
- km 0: Encarnación
- km 6: Capitán Miranda
- km 31: Trinidad
- km 35: Hohenau
- km 38: Obligado
- km 48: Bella Vista
- km 71: Pirapó
- km 87: Capitán Meza
- km 93: Edelira
- km 119: Tomás Romero Pereira
- km 138: San Rafael del Paraná

### Departamento de Alto Paraná
- km 160  Doctor Raúl Peña
- km 170  Iruña
- km 183: Naranjal
- km 206: Santa Rita
- km 225: Tavapy
- km 247: Minga Guazú (Intersecção com la Rota 7)